# Flatland

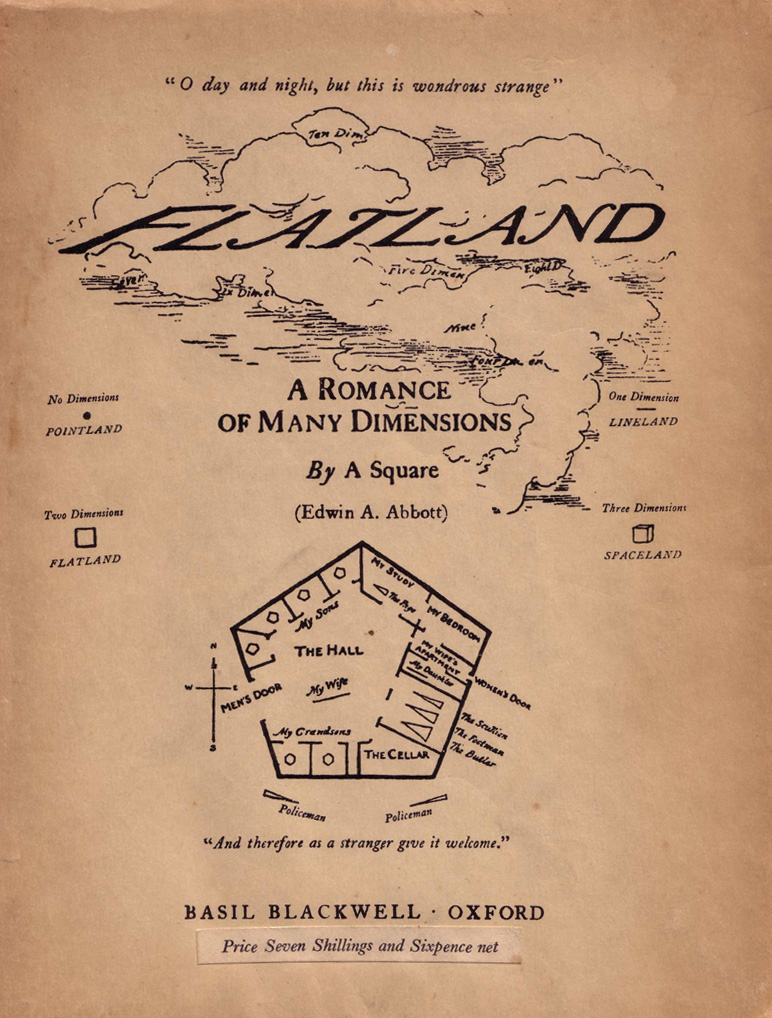
Coperta ediţiei a VI-a în limba engleză

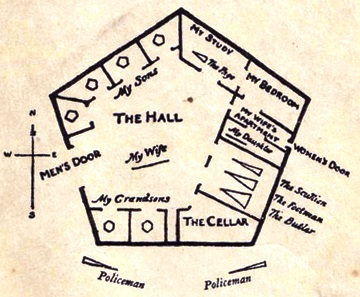
Detaliu de pe copertă

Ținutul plan, titlu original Flatland: A Romance of Many Dimensions, este o nuvelă satirică din 1884 scrisă de Edwin Abbott Abbott. Flatterland de Ian Stewart și Sphereland de Dionys Burger sunt continuările nuvelei Flatland. Mai multe filme au fost realizate după această povestire, inclusiv un film de lung metraj de animație din 2007 numit Flatland.

## Povestea
Povestea este despre o lume bidimensională numită Flatland care este populată de figuri geometrice. Femeile sunt simple linii-segmente, în timp ce bărbații sunt poligoane regulate, cu numere diferite de laturi. Naratorul este un pătrat umil, un membru al castei sociale a domnilor și profesioniștilor într-o societate de figuri geometrice, care ne călăuzește prin unele dintre implicațiile vieții în două dimensiuni.  

## Cuprins

### Partea I, Această Lume
1. Despre natura Lumii Plate
2. Despre climatul și casele Lumii Plate
3. Privind locuitorii Lumii Plate
4. Despre Femeie
5. Despre metodele de recunoaștere și altele
6. Despre recunoaștere după Văz
7. Despre figurile asimetrice
8. Despre practica veche a picturii
9. Despre lista de culori universale
10.Înăbușirea Răscoalei Cromatice
11.Preoții noștri
12.Doctrinele preoților

### Partea II, Alte Lumi
13.Cum am avut o Viziune a Lumii Linie
14.Cum le-am explicat în zadar natura Lumii Plate
15.Despre Necunoscuta Lume Spațială
16.Cum am încercat în zadar să explic lumii mele misterele Lumii Spațiale
17.Cum Sfera, încercând în zadar să-mi vorbească, recurge la fapte
18.Cum am ajuns în Lumea Spațială și ce am văzut acolo
19.Cum, deși Sfera mi-a arătat destule mistere ale Lumii Spațiale, totuși doresc mai mult, și ce a ieșit de aici
20.Cum Sfera m-a încurajat într-o Viziune
21.Cum am încercat să învăț Teoria celor 3 dimensiuni pe nepotul meu, și cu ce succes
22.Cum am încercat sa difuzez Teoria celor 3 dimensiuni semenilor mei și ce a ieșit de aici